# Клеметти, Хейкки
Хейкки Клеметти (4 февраля 1876, Куортане, Великое княжество Финляндское в составе Российской империи — 26 августа 1953, Хельсинки, Финляндия) — финский композитор, музыкант, хормейстер, музыкальный критик, родоначальник финской школы хоральной музыки.

## Биография
Изучал философию в Хельсинкском университете, а затем музыку в оркестровой школе, позже в берлинской музыкальной академии и консерватории Штерна. Магистр искусств с 1899 года.
В 1909—1919 преподавал историю музыки в музыкальном институте Хельсинки, с 1916 года — преподаватель церковной музыки в Университете Хельсинки.
С 1923 — профессор Университета Хельсинки. В 1936 году удостоен звания почётного доктора факультета философии, в 1946 году — почётного доктора теологии.
Хейкки Клеметти — пионер финского хорового пения. В 1900 году основал знаменитый мужской хор Suomen Laulu, первый мужской хор Финляндии, в 1907 году преобразованный в смешанный хор. С ним он с 1901 по 1925 год совершил несколько поездок по Скандинавии и Европе, а в 1939 г. также в США. Х. Клеметти руководил этим хором до 1942 г.
Он руководил также другими хорами, среди них: хор Хельсинкского университета, преподавал хоровое пение, написал несколько книг и статей по хоровой музыке.
Сочинял музыку. Его сборник школьных песен «Piae Cantiones» (1911) широко распространён среди финских хоров. Он автор нескольких произведений для всех типов хоров, популярной музыки и антифон (собранных и официально утвержденных в качестве псалтыри государственной церкви Финляндии в 1924 году). Он также создавал песни для хоровой школы и дома (3 тома, 1927—1928) и произведения церковной музыки.
В качестве музыкального критика писал для ряда газет и журналов Суоми. Опубликовал «Историю музыки» (в нескольких томах, с 1916 г.), несколько учебников хорового пения (1917 и 1920).
Похоронен на кладбище Хиетаниеми в Хельсинки.